# 博胡斯拉夫·什佳斯特尼
博胡斯拉夫·什佳斯特尼（捷克語：Bohuslav Šťastný，1949年4月23日—），捷克男子冰球运动员。他曾代表捷克斯洛伐克国家队参加1972年和1976年冬季奥林匹克运动会冰球比赛，获得一枚银牌和一枚铜牌。